# Горшков, Игорь Васильевич
Игорь Васильевич Горшков (19 ноября 1921, Орёл — 7 декабря 2007, Москва) — советский футболист и хоккеист, тренер.

## Биография
Начинал заниматься футболом и хоккеем с мячом в команде «Крылья Советов» (Москва). В 1942—1943 годах находился в эвакуации в Куйбышеве, где выступал за местную вновь созданную команду «Крылья Советов». В 1944 году вернулся в Москву.
В составе московских «Крыльев Советов» дебютировал в чемпионате СССР по футболу 30 июля 1945 года в матче против сталинградского «Трактора». Первый гол забил 9 сентября 1945 года в ворота московского «Локомотива». Всего за четыре сезона в составе московского клуба сыграл 45 матчей и забил 4 гола в высшей лиге. В сезоне 1949 года снова играл за одноклубников из Куйбышева, сыграл 1 матч в классе «А» и 22 игры в первенстве дублёров.
С 1947 года выступал в хоккее с шайбой за «Крылья Советов», был капитаном команды. В чемпионатах СССР за этот клуб сыграл в 1947—1951 годах 52 матча и забросил 2 шайбы. В 1951 году перешёл в московский ВВС, с которым стал трёхкратным чемпионом СССР, а в 1952 году также — обладателем Кубка СССР. В 1953 году завершил карьеру.
В сезоне 1947/48 сыграл один матч за «сборную Москвы» по хоккею (под этим названием фактически выступала сборная СССР).
В 1960-е годы работал футбольным тренером в клубах низших лиг.